# Хижак найвищого рівня

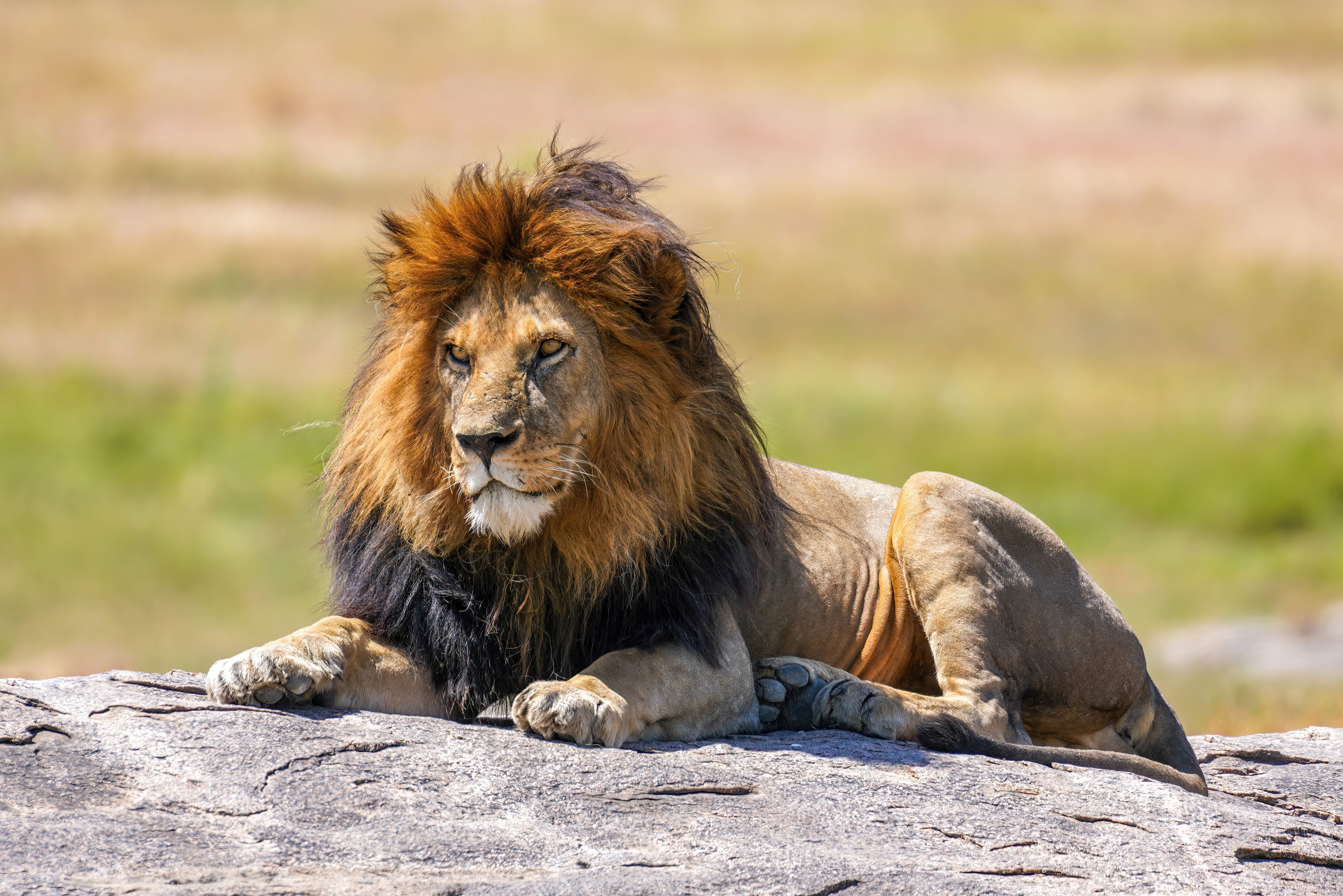
Лев є другою за величиною великою кішкою у світі і є головним наземним хижаком в Африці.

Верхівковий хижак, також хижак найвищого рівня, або суперхижак — це хижак, популяція (чисельність) якого не регулюється іншими хижаками, тобто його вид перебуває у верхній частині харчового ланцюжка. Хижаки найвищого рівня часто розташовані на верхівці досить довгих ланцюгів харчування і відіграють вирішальну роль у регулюванні здоров'я цієї екосистеми.

## Систематичний розподіл
У сучасних екосистемах нішу верхівкових хижаків зазвичай займають ссавці. На суші головними хижаками вважаються великі кішки, вовки та ведмеді, а в морі — великі зубаті кити, такі як кашалоти та косатки. Проте в геологічному минулому інші групи організмів були головними хижаками, наприклад, великі головоногі молюски або морські скорпіони в морях ордовика і силуру, або великі динозаври з групи тероподів на материку в юрському і крейдяному періодах. В ізольованих наземних екосистемах позицію вершинного хижака також можуть займати великі рептилії, наприклад комодський дракон на деяких невеликих індонезійських островах.
Якщо цей термін застосовувати лише до дуже невеликих, більш-менш замкнутих субекосистем, «найвищими хижаками» часто є безхребетні, наприклад, великі хижі жуки-хижаки в коров'ячому гної або хижі кліщі в потоках деревного соку. Якщо цей термін поширити на групи особин, безхребетні також можуть займати провідне місце серед хижаків у великих масштабах, наприклад, армійські мурахи в тропічних лісах.